# À la poursuite de demain
Pour les articles homonymes, voir Tomorrowland (homonymie).
Pour plus de détails, voir Fiche technique et Distribution.
À la poursuite de demain en France, Le Monde de demain au Québec, Disney Project T en Belgique néerlandophone, et ayant pour titre original Tomorrowland en anglais, est un film de science-fiction américain, réalisé par Brad Bird et sorti en 2015. Le titre et l'univers du film s'inspirent de Tomorrowland, une section commune aux divers parcs de loisirs Disney, et de EPCOT, projet de ville du futur de Walt Disney.

## Synopsis
La brillante adolescente Casey Newton (Brittany Robertson) est optimiste et douée d'une grande curiosité scientifique. Attrapée en plein sabotage nocturne du démontage d'une aire de lancement désaffectée de Cap Canaveral où travaille son père Eddie, ingénieur pour la NASA, Casey termine sa nuit au poste de police.
Le lendemain, elle trouve parmi ses affaires un pin's orné d'un « T ». Lorsqu'elle le touche, elle se retrouve projetée temporairement dans un lieu fantastique, à la technologie très avancée. Pour en apprendre davantage, Casey tente de se procurer un autre pin's. Aidée de son frère Nathan (Pierce Gagnon), elle découvre qu'une boutique de souvenirs de Houston en vend. Les vendeurs Hugo et Ursula deviennent agressifs pour savoir où elle a obtenu le pin's. Casey est sauvée par la jeune Athena (Raffey Cassidy), un robot venu de Tomorrowland. Cet endroit, situé quelque part dans le temps et l'espace, est en danger, et Casey pourrait le sauver.
L'inventeur de génie Frank Walker (George Clooney) est le seul capable d'emmener Casey à Tomorrowland pour vivre une périlleuse mission susceptible de changer à jamais la face du monde et leur propre destin.

## Fiche technique
Sauf indication contraire, les informations mentionnées dans cette section peuvent être confirmées par la base de données cinématographiques IMDb,  présente dans la section « Liens externes ».
- Titre original : Tomorrowland
- Titre français : À la poursuite de demain
- Titre québécois : Le Monde de demain[3]
- Titre de travail : 1952[4],[5]
- Réalisation : Brad Bird
- Scénario : Brad Bird, Jeff Jensen et Damon Lindelof
- Direction artistique : Scott Chambliss
- Décors : Ramsey Avery
- Costumes : Jeffrey Kurland
- Photographie : Claudio Miranda
- Montage : Walter Murch et Craig Wood
- Musique : Michael Giacchino
- Production : Brad Bird et Damon Lindelof
- Société de production : Walt Disney Pictures
- Société de distribution : Universal Pictures, Walt Disney Studios Motion Pictures International
- Budget : 190 000 000 $[6]
- Box office : 202 000 000 $[6]
- Pays de production :  États-Unis
- Langue originale : anglais
- Format : couleur
- Genre : science-fiction
- Durée : 130 minutes
- Dates de sortie[4] :
  - États-Unis : 9 mai 2015 (première)
  - États-Unis / Canada : 22 mai 2015
  - France / Belgique : 20 mai 2015

## Distribution
- George Clooney (VF : Samuel Labarthe ; VQ : Daniel Picard) : Frank Walker
- Hugh Laurie (VF : Féodor Atkine ; VQ : Jean-Luc Montminy) : David Nix
- Britt Robertson (VF : Camille Donda ; VQ : Célia Gouin-Arsenault) : Casey Newton
- Raffey Cassidy (VF : Clara Quilichini ; VQ : Kaly Roy) : Athena
- Tim McGraw : (VF : David Krüger ; VQ : Tristan Harvey) : Eddie Newton
- Kathryn Hahn (VF : Laëtitia Lefebvre ; VQ : Éveline Gélinas) : Ursula Gernsback
- Keegan-Michael Key (VF : Serge Faliu ; VQ : Éric Bruneau) : Hugo Gernsback
- Chris Bauer (VF : Mathieu Buscatto) : le père de Frank
- Thomas Robinson (VF : Victor Quilichini ; VQ : Clifford Leduc-Vaillancourt) : Frank Walker, jeune
- Pierce Gagnon (VF : Oscar Pauwels ; VQ : Matis Ross) : Nathan Newton
- Matthew MacCaull (VF : Jérémy Prévost) : Dave Clark
- Judy Greer (VF : Laura Blanc) : Jenny Newton
- Paul McGillion : le professeur d'anglais

 Source et légende : version française (VF) sur RS Doublage; version québécoise (VQ) sur Doublage Québec 

## Production

### Développement
En 2011, Sean Bailey, président de la production chez Walt Disney Studios Entertainment, valide un projet de long-métrage inspiré par l'attraction Tomorrowland. Damon Lindelof est engagé comme scénariste. Le film est d'abord développé sous le titre 1952, année de la création de WED Entreprises société chargée de la création de Disneyland. Brad Bird est engagé comme réalisateur en mai 2012. L'idée d'une cité abritant les plus grands créateurs et inventeurs de la société est directement inspiré par le roman La Révolte d'Atlas d'Ayn Rand. L'idéologie de la philosophe, l'objectivisme, est une influence importante sur le film, bien que les scénaristes en explorent aussi les limites et les dérives.

### Attribution des rôles
En 2008, alors que le projet est encore au stade de développement, Dwayne Johnson est envisagé pour le rôle principal. En novembre 2012, George Clooney est annoncé sur le projet. En février 2013, Hugh Laurie entre en négociations pour le rôle de l'antagoniste principal.
Shailene Woodley devait initialement tenir le rôle de Casey, mais elle préfère finalement décliner. Elle est remplacée par Britt Robertson.

### Tournage
Le tournage principal débute le 19 août 2013 à Enderby en Colombie-Britannique au Canada, puis se poursuit à Vancouver et à Surrey jusqu'au 15 janvier 2014,,. Il est ensuite révélé que certaines scènes seront tournées dans la Cité des arts et des sciences à Valence en Espagne. En novembre 2013, des scènes sont tournées en Floride à New Smyrna Beach et dans l'attraction Carousel of Progress du parc Walt Disney World Resort.
En février 2014, des scènes sont tournées dans l'attraction It's a Small World dans le parc Disneyland de Californie.
Au début du film, une scène est tournée dans le parc de Flushing Meadows, à proximité de l'Unisphere (visible à 2 min 53 s).

### Bande originale
Albums de Michael Giacchino
Jupiter Ascending
(2015) Jurassic World
(2015)
La bande originale du film est composée par Michael Giacchino, qui a précédemment signé les musiques de trois longs métrages de Brad Bird : Les Indestructibles, Ratatouille et Mission impossible : Protocole Fantôme. Elle est sortie le 18 mai 2015 en CD et téléchargement digital.
| 1.    | A Story About the Future   | 0:54 |
| 2.    | A Prologue                 | 1:29 |
| 3.    | You've Piqued My Pin-Trist | 3:27 |
| 4.    | Boat Wait, There's More!   | 1:08 |
| 5.    | Edge of Tomorrowland       | 5:17 |
| 6.    | Casey V Zeitgeist          | 1:23 |
| 7.    | Home Wheat Home            | 0:42 |
| 8.    | Pin-Ultimate Experience    | 4:53 |
| 9.    | A Touching Tale            | 1:36 |
| 10.   | World's Worst Shop Keepers | 3:34 |
| 11.   | Just Get in the Car        | 1:42 |
| 12.   | Texting While Driving      | 0:47 |
| 13.   | Frank Frank                | 1:18 |
| 14.   | All House Assault          | 4:04 |
| 15.   | People Mover and Shaker    | 5:26 |
| 16.   | What an Eiffel!            | 6:56 |
| 17.   | Welcome Back, Walker!      | 2:31 |
| 18.   | Sphere and Loathing        | 2:21 |
| 19.   | As the World Burns         | 4:24 |
| 20.   | The Battle of Bridgeway    | 2:52 |
| 21.   | The Hail Athena Pass       | 0:59 |
| 22.   | Electric Dreams            | 4:40 |
| 23.   | Pins of a Feather          | 5:19 |
| 24.   | End Credits                | 5:26 |
| 73:08 |                            |      |

## Sortie

### Promotion
Une bande-annonce du film est diffusée lors du Super Bowl aux États-Unis le dimanche 1er février 2015.

### Titre en différentes langues
- Anglais : Tomorrowland
- Anglais britannique : Disney Tomorrowland: A World Beyond
- Belgique néerlandophone : Disney Project T
- Bulgare : Утреландия
- Chinois : 明日世界 (Monde de Demain)
- Espagnol : Tomorrowland
- Français européen : À la poursuite de demain
- Français québécois : Le Monde de Demain
- Italien : Tomorrowland - Il mondo di domani (Tomorrowland - Le Monde de Demain)
- Persan : سرزمین فردا (Terre de demain)
- Portugais : Tomorrowland
- Russe : Земля будущего (La Terre de l'Avenir)
- Tamoul : டுமாரோலேண்டு
- Ukrainien : Земля майбутнього (La Terre de l'Avenir)

### Accueil critique
À la poursuite de demain reçoit des critiques mitigées, certains journalistes saluant son optimisme mais d'autres le qualifiant de « propagande » et de film « prétentieux ».

### Box-office
| Pays ou région    | Box-office      | Date d'arrêt du box-office | Nombre de semaines |
| ----------------- | --------------- | -------------------------- | ------------------ |
| États-Unis Canada | 93 436 322 $    | 17 septembre 2015          | 17                 |
| France            | 925 754 entrées | 30 août 2015               | 6                  |
| Mondial           | 209 154 322 $   | 17 septembre 2015          | 17                 |

Le film rapporte 209 millions de dollars, dont plus de 93 aux États-Unis, pour un budget de 190 millions. Il s'agit d'une déception pour Disney, dont les pertes — en tenant compte des frais de promotion — sont estimées par la presse, en juin 2015, à une fourchette comprise entre 120 et 140 millions d'USD. Les raisons de cet échec commercial sont attribuées par les analystes à un lancement raté, qui ne permettait pas au public de se faire une idée claire du film, ainsi qu'à un scénario jugé à la fois trop ambitieux et délibérément atypique, susceptible de perdre le spectateur. De son côté, Brad Bird attribue en partie l'échec de son film à un malentendu avec le public, qui pensait que l'action se déroulerait entièrement à Tomorrowland, alors que l'histoire raconte le voyage pour y aller. Les pertes du film sont cependant compensées pour Disney, sur l'année 2015, par les résultats de ses autres franchises, ainsi que par les succès de films comme Vice-versa, Ant-Man et Avengers : L'Ère d'Ultron,,,,.

## Clins d’œil et références
On peut voir plusieurs allusions à des attractions des parcs Disney, comme le Carousel of Progress de Walt Disney World Resort ou It's a Small World de Disneyland de Californie.
Le graphisme du générique final d'inspiration art-déco semble être une référence à la dystopie Metropolis de 1927 revue de manière positive (de par sa remise en couleur) de manière à faire écho au message optimiste de Tomorrowland.
Par ailleurs, on peut reconnaître dans le décor de Tomorrowland un bâtiment reprenant l'esthétique des versions californienne, floridienne, japonaise et chinoise de l'attraction Space Mountain.
Dans la tour Eiffel, une scène du musée de cire montre Gustave Eiffel, Jules Verne, Nikola Tesla et Thomas Edison ensemble dans le bureau du troisième étage. Le musée ne montre en réalité que Gustave Eiffel et sa fille Claire recevant Edison, mais les quatre hommes ont en commun, en plus de leur époque, une imagination qui les a poussés à élaborer des inventions (réelles ou imaginaires) et ont beaucoup influencé les inventeurs suivants.
Le compositeur de la musique du film, Michael Giacchino, fait une courte apparition au début du film, lors de la présentation de la foire internationale de New York.